# Soul Crusher
Soul-Crusher é o álbum de estréia da banda de noise rock White Zombie. Ele foi lançado em novembro de 1987 em LP pela própria gravadora, "Silent Explosion". Em 1988, o álbum foi re-editado pela Caroline Records. Existem apenas 2.000 cópias de cada selo, tornando uma raridade entre colecionadores. Apesar de seu lançamento inicialmente limitado e status relativamente desconhecido da banda, o álbum ganhou a admiração de músicos populares, como Kurt Cobain, Iggy Pop e Thurston Moore. 

## Recepção
| Críticas profissionais | Críticas profissionais |
| Avaliações da crítica  | Avaliações da crítica  |
| Fonte                  | Avaliação              |
| ---------------------- | ---------------------- |
| Allmusic               | [ 1 ]                  |
| Robert Christgau       | D+                     |
| Piero Scaruffi         | [ 5 ]                  |

A recepção do álbum, na época, foi positiva. Uma quantidade significativa de elogios foram dirigidas as contribuições líricas criativas e bizarras de Rob Zombie. Sean Yseult lembra que "Os críticos pareciam gostar das letras psicóticas de Rob".  Críticos profissionais de música ocasionalmente listam-o como sendo um álbum de noise rock de maior destaque da carreira da banda. Bradley Torreano do Allmusic concedeu 4 estrelas de 5, elogiando as letras.  O historiador Piero Scaruffi deu nota 7 de 10, citando-o como uma das maiores obras da banda e julgando como um dos melhores discos dos anos 80. Billy Lucas e David Stubbs da revista Melody Maker elogiou a arte da capa, as letras, a violência das guitarras e os "vocais grunidos" do álbum  Os revisores da revista Sounds deram ao álbum 3 de 5 estrelas, citando que o álbum contém "Pouco arranjo, sem melodia, apenas uma cacofonia desagradável, que proíbe o barulho do noise rock".  Iggy Pop, o ex-"frontman" do The Stooges, foi um admirador do álbum e o lista como um de seus discos favoritos de 1988, segundo a revista Rolling Stone. 

## Faixas
Todas as letras escritas por Rob Straker, todas as músicas compostas por White Zombie.
| Lado A |                         |         |  |
| N.º    | Título                  | Duração |  |
| 1.     | "Ratmouth"              | 3:41    |  |
| 2.     | "Shack of Hate"         | 2:55    |  |
| 3.     | "Drowning the Colossus" | 4:54    |  |
| 4.     | "Crow III"              | 3:50    |  |
| 5.     | "Die Zombie Die"        | 4:07    |  |

| Lado B |                 |         |  |
| N.º    | Título          | Duração |  |
| 1.     | "Skin"          | 3:37    |  |
| 2.     | "Truck on Fire" | 4:06    |  |
| 3.     | "Future Shock"  | 3:10    |  |
| 4.     | "Scum Kill"     | 3:42    |  |
| 5.     | "Diamond Ass"   | 3:40    |  |

## Musicos
| White Zombie - Ivan de Prume – bateria - Tom Five – guitarras - Rob Straker – vocais, direção de arte - Sean Yseult – baixo, direção de arte | Musicos adicionais e produção - Michael Lavine – fotografia - Wharton Tiers – produção, engenharia - White Zombie – produção |